# Trzy Kopy
Trzy Kopy (słow. Tri kopy) – postrzępiona grań z kilkoma wierzchołkami w słowackich Tatrach Zachodnich. Jest to fragment grani głównej Tatr Zachodnich pomiędzy Smutną Przełęczą (1963 m) a niewybitną przełęczą Hruba Przehyba, oddzielającą tę grań od Hrubej Kopy (2166 m). W grani tej wyróżnia się 3 wierzchołki, w kierunku od Smutnej Przełęczy na zachód są to:
- Przednia Kopa[1][2] (Prvá kopa), zwana też Skrajną Kopą[3], Wielką Kopą[4][2] lub Zieloną Kopą[2],
- Drobna Kopa (Druhá kopa)[1][2][3],
- Szeroka Kopa (Tretia kopa)[1][2][3].

Józef Nyka do kompleksu Trzech Kop zalicza także wyższą od nich Hrubą Kopę.

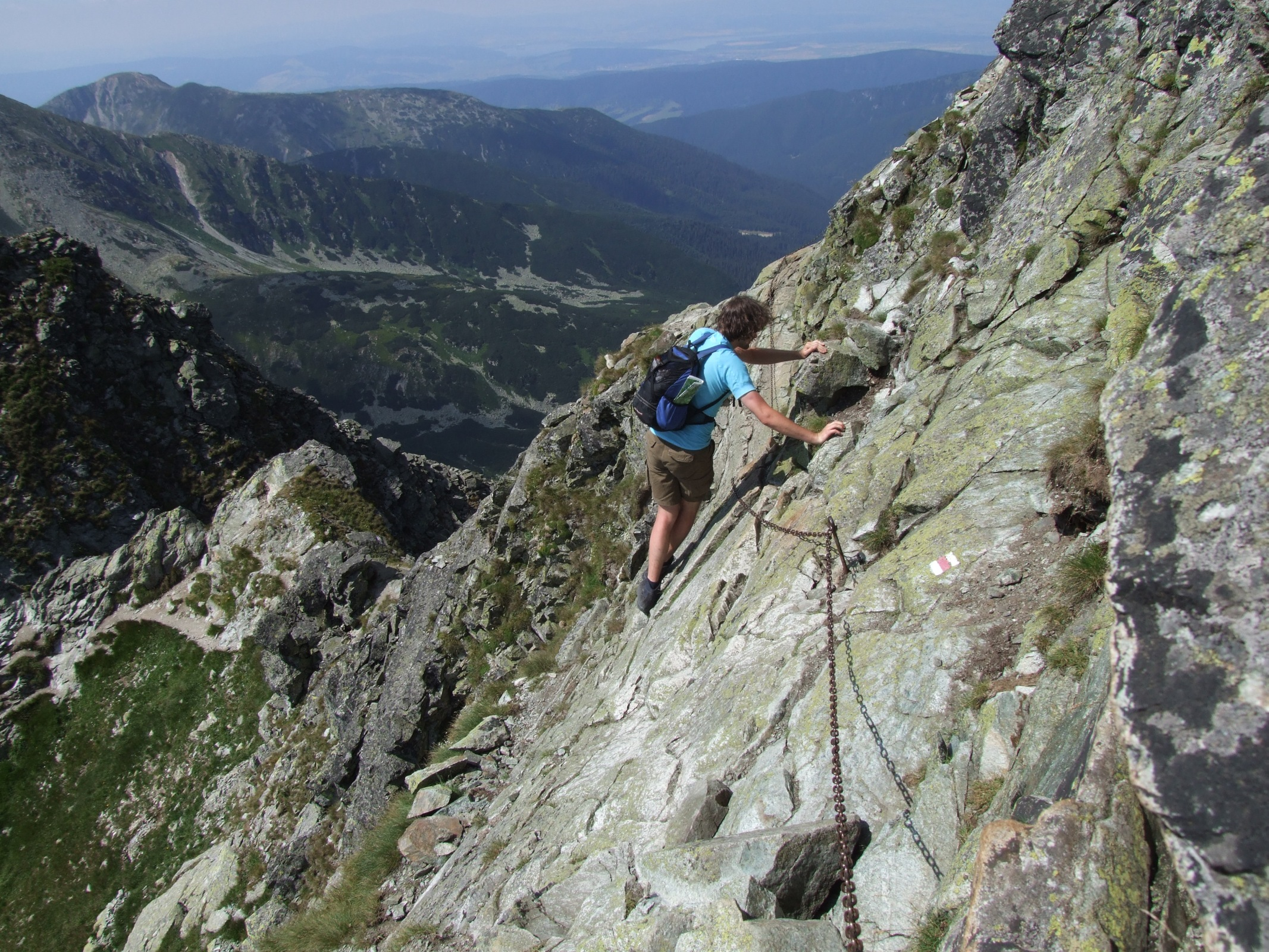
Eksponowany fragment szlaku

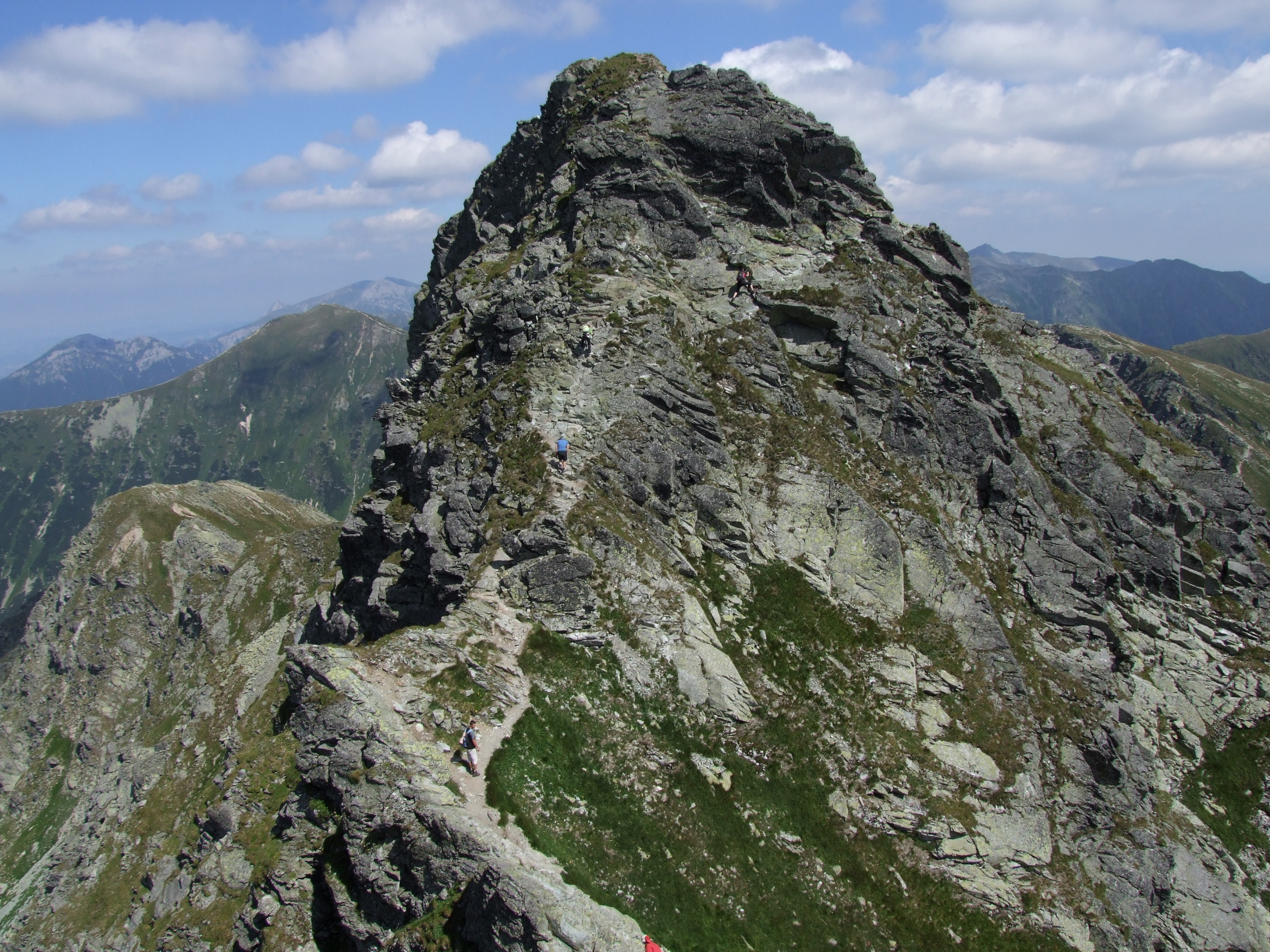
Trzy Kopy

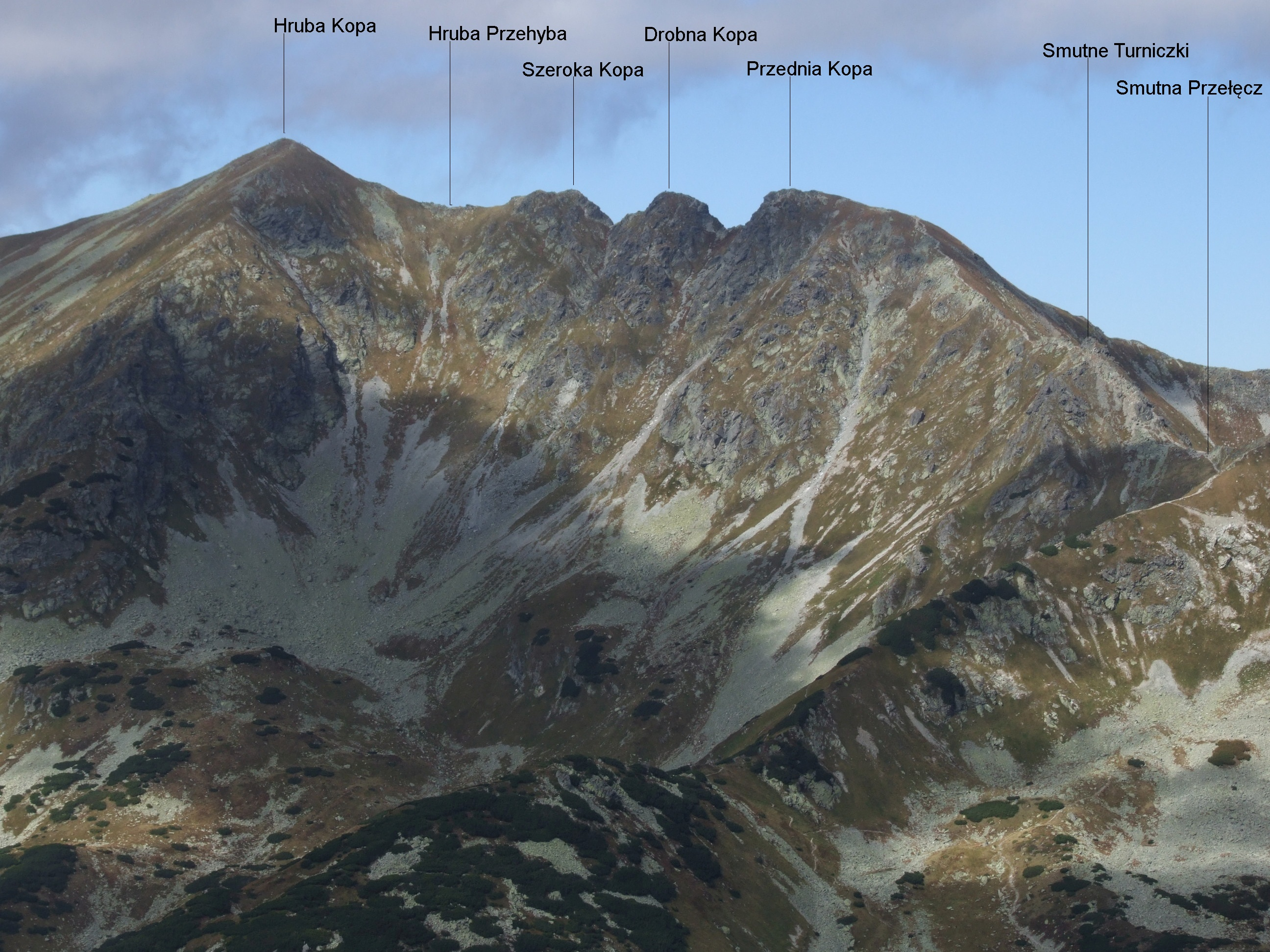
Widok z północnej grani Barańca

W różnych publikacjach podawane są różne wysokości poszczególnych turni, różnice sięgają kilkadziesiąt metrów. Wielka encyklopedia tatrzańska podaje wysokości ok. 2095 m dla Przedniej Kopy i ok. 2090 m dla dwóch niższych, według Józefa Nyki Przednia Kopa ma 2150 m, a według mapy Tatr Zachodnich oraz atlasu satelitarnego Tatr i Podtatrza – 2136 m. Jeszcze inne dane podają za niesprecyzowanymi ostatnimi słowackimi publikacjami kartograficznymi w przewodniku Słowackie Tatry Zachodnie Marian Kunicki i Tadeusz Szczerba – dla Przedniej Kopy jest to 2154 m. Różnice wysokości między Przednią Kopą a dwoma niższymi są nie większe niż kilka–kilkanaście metrów.
Trzy Kopy od północnej strony opadają stromymi ścianami skalnymi do górnej części Doliny Rohackiej. U podnóża tych ścian znajdują się Rohackie Stawy. W północno-wschodnim kierunku Trzy Kopy wysuwają krótką grań zakończoną wierzchołkiem Zielonego Wierchu Rohackiego. Grań ta tworzy zachodnie zbocza Doliny Smutnej. Południowe zbocza Trzech Kop opadają do Wielkich Zawratów – górnej części Doliny Żarskiej.
Swoją skalną scenerią, przepaścistymi ścianami i wielkimi skałami granitowymi Trzy Kopy bardziej przypominają Tatry Wysokie niż Zachodnie. Z ich wierzchołków i całej grani interesująca panorama widoków, szczególnie na pobliskie Rohacze, a także na Dolinę Żarską i Dolinę Rohacką. Prowadzący granią, a częściowo po południowej jej stronie szlak turystyczny przypomina polską Orlą Perć. Przeznaczony jest dla wprawnych i odpornych na przepaściste widoki turystów. Niektóre jego fragmenty prowadzące wciętymi w skale szczerbami o długości ok. 35 m i ubezpieczone łańcuchami wymagają dużej uwagi. W niektórych miejscach trzeba trawersować przepaściste ściany o dużej ekspozycji. Jan Alfred Szczepański, który w 1922 r. tędy się wspinał, tak opisywał swoje wrażenia: „I oto teraz posuwamy się po głazach i trawkach nieznaną granią, zadziwiająco skalistą, i szczyt mijamy po szczycie, o których ani nam się śniło wiedzieć, które nie weszły jeszcze do tatrzańskiej literatury. Tu i ówdzie odstrzelały igły i dzioby i grzbiet najeżał się trudnościami: wysokogórska grań, dająca taternickie emocje. Jednomyślnie zgadzamy się, że to łańcuch piękniejszy niż Rohacze.”
Północne ściany Trzech Kop przeszli jako pierwsi w 1932 r. Zygmunt Klemensiewicz i Stanisław Krystyn Zaremba. Zimą grań masywu pokonali w 1936 r. Adam Karpiński i Wacław Tarnowski. Badania terenowe Jozefa Čajki wykazały, że dawniej nie używano nazwy Trzy Kopy, ale Rohacze, Trzy Rohacze albo Smreckie Rohacze.

## Szlaki turystyczne
– czerwony, biegnący główna granią Tatr Zachodnich na odcinku od Smutnej Przełęczy do Banikowskiej Przełęczy przez Trzy Kopy, Hrubą Kopę i Banówkę. Czas przejścia fragmentu szlaku: 2 h, z powrotem tyle samo